# Amata magistri
Amata magistri är en fjärilsart som beskrevs av Turner 1905. Amata magistri ingår i släktet Amata och familjen björnspinnare. Inga underarter finns listade i Catalogue of Life.